# Aloe viguieri
Aloe viguieri é uma espécie de liliopsida do gênero Aloe, pertencente à família Asphodelaceae.